# Club Atlético Bella Vista
Der Club Atlético Bella Vista, kurz Bella Vista (Spitznamen: Papales, Auriblancos), ist ein Fußballverein aus Montevideo in Uruguay. Der im Barrio Prado beheimatete Club spielte in der Saison 2012/13 in der höchsten uruguayischen Spielklasse, der Primera División.

## Geschichte
Der Verein wurde am 4. Oktober 1920 gegründet, nachdem die Idee dazu im Friseursalon Vicente Zibechis geboren worden war. Bislang bedeutendster Spieler in der Geschichte des Vereins war der Weltmeister, Olympiasieger und Copa-América-Gewinner José Nasazzi.

## Erfolge

### National
1921 errang man die Meisterschaft der Divisional Extra. In den Jahren 1922 und 1959 triumphierte man in der Divisional Intermedia. Insgesamt fünfmal (1949, 1968, 1976, 1997, 2005) gewann Bella Vista den Titel des Meisters der 2. Liga. 
Den größten Erfolg in der Vereinsgeschichte stellt der Gewinn der Uruguayischen Meisterschaft im Jahre 1990 dar. Die von Manuel Keosseián trainierte Mannschaft bestand aus folgenden Akteuren:
Carlos De León, Gerardo Rodríguez, Henry López Báez, Juan Bogado, Rubens Navarro, José Aguiar, Alberto Acosta, Álvaro Gutiérrez, Julio Daniel Morales, Julio Ribas, Sergio Umpiérrez, Ruben Silva, Ricardo Canals, Fernando Vilar, José López, Guillermo Núñez, Raúl Falero, Tlico, Alejandro Grandi, Erardo Cóccaro, Julio Varela, Enrique Ferraro und Julio García.
1998 entschied die Mannschaft Bella Vistas die Liguila Pre-Libertadores de América zu ihren Gunsten. Der Club stieg zuletzt am Ende der Saison 2008/09 aus der höchsten uruguayischen Spielklasse, der Primera División, in die Segunda División ab. Die Saison 2009/10 schloss der Verein sodann in der zweiten uruguayischen Liga als Tabellendritter ab. Dabei rangierte man in der Rückrundentabelle an erster Stelle und konnte somit die Torneo Clausura 2010 für sich entscheiden. Dies hatte den Aufstieg in die höchste uruguayische Spielklasse zur Saison 2010/11 zur Folge. Trainer im Jahr 2012 war Diego Alonso.

### International
Darüber hinaus trat der Club auch auf internationaler Ebene wiederholt in Erscheinung. Mehrfach (1981, 1985, 1991, 1993, 1999 und 2000) nahm man an der Copa Libertadores, in etwa das südamerikanische Gegenstück zur UEFA Champions League, teil. Allerdings überstand man bis auf die Teilnahme im Jahr 1999 nie die 1. Runde des Wettbewerbs. Im aus Vereinssicht international erfolgreichsten Jahr gelangte man dagegen nach der erfolgreich absolvierten Gruppenphase in der ersten Runde über die Zwischenstation eines Sieges gegen den chilenischen Verein CD Universidad Católica bis ins Viertelfinale. Dort unterlag man aber schließlich dem kolumbianischen Vertreter Deportivo Cali.

## Aktuelle Situation
In der Saison 2012/13 spielte Bella Vista in der Primera División. Diese Teilnahme erschien jedoch noch im August 2012 als unwahrscheinlich, da der Vereinspräsident Rodolfo Echinope ankündigte, dass sich der Club aufgrund der desaströsen finanziellen Situation aus dem Profi-Fußball zurückziehen werde. Am Ende der Spielzeit, in der man nach der Hinrunde in der Apertura noch den siebten Tabellenplatz belegte, rangierte man nach einem letzten Rang in der Clausura 2013 in der Jahres-Abschlusstabelle zwar auf einem 13. Rang. Da jedoch in der Abstiegswertung nur der 14. und somit drittletzte Platz erreicht werden konnte, muss der Verein zur kommenden Saison den Gang in die Zweitklassigkeit antreten.

## Bekannte ehemalige Spieler
- Diego Alonso
- José Leandro Andrade
- Adolfo Barán
- Juan Ramón Carrasco
- William Castro
- Guillermo Giacomazzi
- Álvaro Gutiérrez
- Diego Jaume Favaro
- Josemir Lujambio
- Ernesto Mascheroni
- José Nasazzi
- Ricardo Ortíz
- Santiago Ostolaza
- Darío Rodríguez
- Agustín Viana
- Alberto Zozaya

## Trainer
- Julio César Ribas (1997–1998, 2013)
- Sergio Batista (2000)
- Martín Lasarte (2000–2001)[7]
- Gustavo Matosas (2011)
- Guillermo Sanguinetti (2012)[8]